# Cipro veneziana
L'isola di Cipro fu un possedimento d'oltremare della Repubblica di Venezia dal 1489, quando terminò il Regno indipendente di Cipro, fino al 1570-1571, quando l'isola fu conquistata dall'Impero ottomano.

## Storia
Venezia per secoli volle controllare Cipro e i mercanti veneziani operarono nell'isola a partire dal 1000 d.C., quando iniziò l'espansione veneziana (commerciale e militare) nel Mediterraneo orientale.
Nel 1468, Giacomo II di Cipro della casa dei Lusignano divenne re di Cipro. Nel 1468 scelse Caterina Cornaro (nata a Venezia dalla nobile famiglia dei "Cornaro") come moglie e regina consorte di Cipro. La scelta del re fu estremamente gradita dalla Repubblica di Venezia, poiché da allora in poi avrebbe potuto assicurarsi i diritti commerciali e altri privilegi veneziani nell'isola. I due si sposarono a Venezia il 30 luglio 1468 per procura quando lei aveva 14 anni.

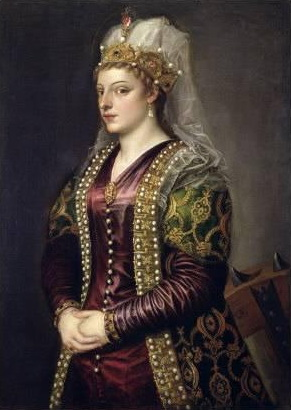
Ritratto della veneziana Caterina Cornaro, l'ultima medievale "Regina di Cipro", di Tiziano

Giacomo morì poco dopo il matrimonio a causa di un'improvvisa malattia e, secondo il suo testamento, Caterina, che all'epoca era incinta, fece da reggente. Divenne sovrana quando il loro figlio neonato Giacomo morì di malaria nell'agosto 1474 prima del suo primo compleanno.
Il regno di Cipro era da tempo in declino ed era uno stato tributario dei mamelucchi egiziani dal 1426. Sotto Caterina, che governò Cipro dal 1474 al 1489, l'isola fu controllata da mercanti veneziani, e il 14 marzo 1489 fu costretta ad abdicare e a vendere l'amministrazione del paese alla Repubblica di Venezia.
Secondo George Boustronios, «il 14 febbraio, la regina vestita di nero e accompagnata dai baroni e dalle loro dame, partì a cavallo. Sei cavalieri tennero le redini del suo cavallo. Dal momento in cui lasciò Nicosia, i suoi occhi continuarono a riempirsi di lacrime. Alla sua partenza, l'intera popolazione piangeva». Così, l'ultimo stato crociato divenne una colonia di Venezia e, in compenso, fu concesso a Caterina di mantenere il titolo di Regina e ricevette la nomina di Sovrana Signora di Asolo, una contea nella terraferma veneta nel nord Italia, nel 1489.
La maggior parte della Cipro sotto Venezia era composta da contadini greco-ortodossi che erano oppressi dalla classe dirigente latina (legata agli ex re dei Lusignano) e si stimava che ci fossero circa cinquantamila servi. Venezia prediligeva il cattolicesimo, che godette così di un enorme aumento di seguaci: per tale ragione c'erano dei problemi con i sacerdoti greco-ortodossi locali.

### Attacchi dell'Impero ottomano

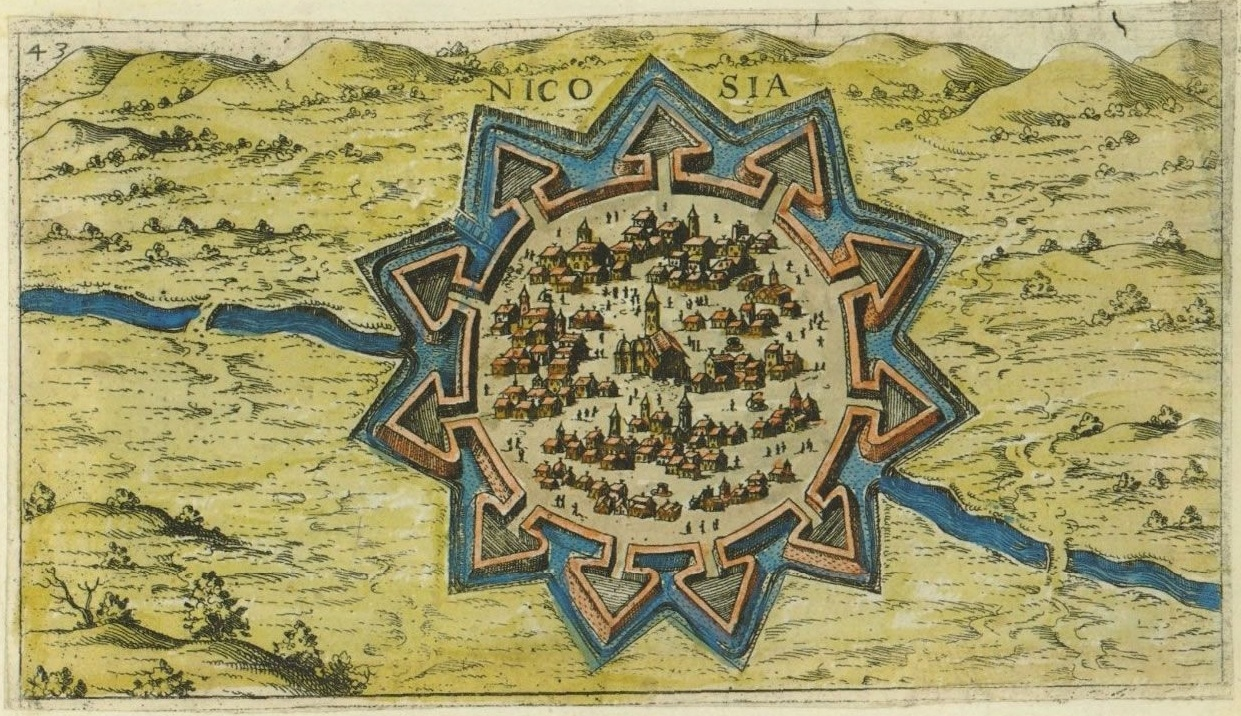
Mappa di Nicosia a Cipro, realizzata dal cartografo veneziano Giacomo Franco, che mostra le mura veneziane di Nicosia che furono costruite dai veneziani per difendere la città in caso di attacco ottomano

Durante il periodo del dominio veneziano, i turchi ottomani attaccavano e depredavano a piacimento i popoli di Cipro. La popolazione greca di Cipro riceveva armi dai loro sovrani veneziani e combatteva gli aggressori ottomani.
Nel 1489, il primo anno del controllo veneziano, i turchi attaccarono la penisola di Karpas, depredando e prendendo prigionieri da vendere come schiavi. Nel 1539 la flotta turca attaccò e distrusse Limassol. Temendo l'impero ottomano in continua espansione, i veneziani fortificarono Famagosta, Nicosia e Kyrenia, ma la maggior parte delle altre città erano facili prede.
Nel 1489, quando Cipro passò sotto il dominio veneziano, Nicosia divenne il suo centro amministrativo. I governatori veneziani consideravano necessario fortificare tutte le città di Cipro a causa della minaccia ottomana. Nel 1567 i veneziani costruirono le nuove fortificazioni di Nicosia, che sono ben conservate fino ad oggi, demolendo le vecchie mura costruite dai Franchi e altri importanti edifici di epoca franca tra cui il Palazzo del Re, altri palazzi privati e chiese e monasteri cristiani ortodossi e latini. Le nuove mura assunsero la forma di una stella con undici bastioni: il progetto del bastione era più adatto all'artiglieria e presentava un migliore controllo per i difensori. Le mura avevano tre porte: la "Porta di Kyrenia" a nord, la "Porta di Paphos" a ovest e la "Porta di Famagosta" a est.  Il fiume Pedieos scorreva attraverso la città murata veneziana, ma nel 1567 fu deviato all'esterno nel fossato di nuova costruzione per ragioni strategiche, a causa del previsto attacco ottomano.
I veneziani modificarono persino il castello di Kyrenia per far fronte alla minaccia rappresentata dall'uso di polvere da sparo e dei cannoni. I quartieri reali del castello e tre delle sue quattro sottili ed eleganti torri franche furono demolite e sostituite da spesse torri circolari che potevano resistere meglio al fuoco dei cannoni.
L'attività commerciale sotto la Repubblica di Venezia trasformò Famagosta in un luogo in cui mercanti e armatori conducevano una vita di lusso. La convinzione che la ricchezza delle persone potesse essere misurata dalle chiese che costruivano ispirò questi mercanti a far costruire chiese in stili diversi. Queste chiese, che esistono ancora, furono la ragione per cui Famagosta divenne nota come "il distretto delle chiese". Lo sviluppo della città si focalizzò sulla vita sociale delle persone facoltose e fu incentrato sul "palazzo Lusignano", la Cattedrale, la Piazza e il porto.
Nell'estate del 1570 i turchi colpirono di nuovo, ma questa volta con un'invasione su vasta scala. Circa 60000 soldati, tra cui cavalleria e artiglieria, al comando di Lala Kara Mustafa Pascià sbarcarono incontrastati vicino Limassol il 2 luglio 1570 e posero l'assedio a Nicosia. La città cadde il 9 settembre 1570; 20000 nicosiani furono messi a morte e ogni chiesa, edificio pubblico e palazzo venne saccheggiato. Solo le donne e i ragazzi catturati per essere venduti come schiavi furono risparmiati. La voce del massacro si diffuse e pochi giorni dopo Mustafa prese Kyrenia senza dover sparare un colpo. Le mura veneziane di Nicosia erano incomplete e non utili a fermare questo potente esercito ottomano, che fu rafforzato negli ultimi mesi del 1570.

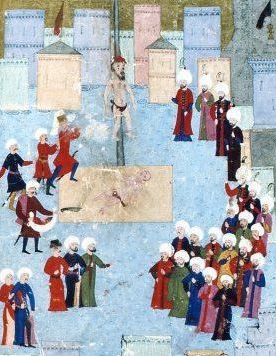
Marcantonio Bragadin, capitano generale veneziano di Famagosta, fu ucciso in maniera brutale nell'agosto del 1571 dopo la conquista ottomana della città.

Tuttavia, Famagosta, rafforzata dal governatore di Cipro Astorre Baglioni, resistette con l'assedio di Famagosta e oppose una forte difesa che durò dal settembre 1570 fino all'agosto 1571.
Il 15 settembre 1570, la cavalleria turca apparve davanti Famagosta, l'ultima roccaforte veneziana di Cipro. Già a questo punto, le perdite complessive veneziane (compresa la popolazione locale) erano stimate dai contemporanei in 56000 uccisi o fatti prigionieri. I difensori veneziani di Famagosta contavano circa 8500 uomini con 90 pezzi di artiglieria ed erano comandati da Marcantonio Bragadin. La resistenza durò per 11 mesi contro una forza che arrivò a contare più di 200000 uomini, con 145 cannoni, fornendo il tempo necessario al Papa per mettere insieme una lega anti-ottomana dai riluttanti stati cristiani europei.
I turchi persero circa 52000 uomini in cinque grandi assalti all'inizio del 1571, finché in estate i veneziani, abbattuti di ricevere qualsiasi salvataggio dalla patria e su richiesta dei civili affamati locali, decisero di arrendersi. Nel luglio 1571 i turchi riuscirono alla fine ad aprire una breccia nelle fortificazioni di Famagosta e le loro forze irruppero nella cittadella, venendo respinte solo a costo di pesanti perdite. Con le provviste e le munizioni in esaurimento, i suoi soldati in grado di combattere si ridussero a soli settecento. Da Venezia non venne nessun segno di soccorso, e il 1º agosto Bragadin chiese i termini della resa. Il comandante turco, Lala Kara Mustafa Pascià, acconsentì a permettere ai sopravvissuti di tornare sani e salvi a Creta, ma non mantenne la parola data: si infuriò per la morte del figlio maggiore attaccando così i pochi difensori veneziani. Seguì un massacro di tutti i cristiani ancora in città, con lo stesso Bragadin che fu mutilato e ucciso brutalmente.
Da un punto di vista militare, la perseveranza della guarnigione assediata richiese un enorme sforzo da parte dei turchi ottomani, che furono così pesantemente impegnati da non potersi ridistribuire in tempo quando la Lega Santa costruì la flotta, in seguito vittoriosa, contro il potere musulmano nella battaglia di Lepanto (1571): questa fu l'eredità di Bragadin e dei suoi veneziani al cristianesimo, come scrisse Theodor Mommsen. É oggetto di dibattito storico sul motivo per cui Venezia non inviò aiuti a Bragadin da Souda, Creta. Si presume che alcuni veneziani pensassero di mettere a frutto le loro limitate risorse militari nell'imminente scontro, già in vista, che sarebbe culminato nella battaglia di Lepanto.
La caduta di Famagosta segnò l'inizio del periodo ottomano a Cipro. È interessante notare che questa è l'ambientazione storica dell'Otello di Shakespeare, il personaggio del titolo dell'opera è il comandante della guarnigione veneziana che difende Cipro dagli ottomani.